# وربنیتسا (سینیتسا)
وربنیتسا (به صربی: Vrbnica) یک منطقهٔ مسکونی در صربستان است که در سینیتسا واقع شده‌است. وربنیتسا ۷٫۰۸ کیلومتر مربع مساحت و ۱۶۹ نفر جمعیت دارد.